# Bari
 Ovo je glavno značenje pojma Bari. Za druga značenja pogledajte Bari (razdvojba).
Bari je grad i luka, upravno središte istoimene pokrajine Bari i središte talijanske provincije Puglia s izlazom na Jadransko more. Ima oko 334.000 stanovnika (2007.). U Bariju je razvijena prehrambena, petrokemijska, tekstilna, grafička, strojarska, kovinska i dr. industrija, i poznat je kao studentski grad. Bari je željezničko i cestovno čvorište s robnom trajektnom lukom. U Bariju se održava poznati sajam Fiera Del Levante koji se održava od 1930. godine. Današnji grad se sastoji od starog dijela grada na poluotoku opasanog zidinama, novih dijelova uz obalu i industrijskih dijelova u zaleđu. Zaštitnik grada je sveti Nikola čija je bazilika sagrađena 1087. godine. Značajno trgovačko središte s poznatim modnim trgovinama (Armani i Vouitton).

## Zemljopis
Bari je smješten na jugu Italije na Jadranskom moru. Obala je ravna, ali grad ima dobru zaštićenu luku. Reljef je nizinski. Klima je sredozemna s blagim zimama i vrućim i suhim ljetima.

## Povijest
Najvjerojatnije su ga utemeljili Iliri oko 1500. pr. Kr., a Grci su prvi osnovali koloniju Barion koja nije imala veće značenje. U rimskom razdoblju (već u 2. st. pr. Kr.) je grad Barium bio značajno uporište na cesti Via Traiana koja je vodila od Rima do Brindisija i bila glavna veza Rima s Grčkom. Nakon pada Rimskog Carstva su prostor grada zauzeli Goti i kasnije Langobardi. Za vrijeme njih su uspostavljeni zakoni (Consuetudines Barenses) koji su bili temelj zakonodavstva u okolnim gradovima.
Godine 847. godine su grad zauzeli Arapi (Saraceni) i osnovali Emirat Bari koji je bio jedini centar islama na talijanskom tlu i trajao do 871. Godine 871. su Arape protjerali Franci uz veliku pomoć hrvatskog kneza Domagoja koji je poslao mornaricu. Grad je došao pod bizantsku vlast. 1009. je izbila pobuna Langobarda koja je ugušena 1018. Godine 1071., grad su zauzeli Normani. Godine 1087. su u grad prenesene moći sv. Nikole koji je postao zaštitnik grada. Nakon toga u grad dolaze brojni hodočasnici. Godine 1098. je papa Urban II. sazvao crkveni sabor u Bariju koji je neuspješno pokušao pomiriti katoličku i pravoslavnu crkvu. Godine 1117. je ponovo došlo do pobune Langobarda koji će i u kasnijem razdoblju podići više pobuna. Bari je u pobunama više puta bio razaran i obnavljan.
Od kraja 16. st. je Bari dio Napuljskog Kraljevstva. U okolici grada se pojavila malarija i to je štetilo njegovom razvoju. Od 1861. je dio ujedinjene Italije i razvio se u najveću južnotalijansku luku. Tijekom 2. svj. rata 1943. su njemački bombarderi u Bariju pogodili savezničke brodove s kemijskim oružjem. Pritom je otrovano mnogo stanovnika grada.
Tijekom prošlosti postojale su brojne hrvatske veze s Barijem, od sudjelovanja hrvatskog brodovlja u oslobađanju grada od opsade Saracena (870. – 871.), da bi se za vrijeme turskih ratova u okolicu doselili brojne izbjeglice i stvorile veliku hrvatsku iseljeničku zajednicu koja je djelovala i istakla se u području trgovine, pomorstva i dr.

## Znamenitosti
Najpoznatija znamenitost je bazilika sv. Nikole u kojoj se čuvaju njegove moći. Značajna je katedrala sv. Sabina u bizantskom stilu. Postoje ostaci normanske tvrđave (Castello Svevo). Poznata su kazališta Teatro Petruzzelli (u obnovi) i Teatro Margherita smješteno u samom centru grada.

## Šport
- A.S. Bari, nogometni klub

## Zbratimljeni gradovi
- Baalbek, Libanon
- Batumi, Gruzija
- Guangzhou, Kina
- Mar del Plata, Argentina
- Drač, Albanija
- Krf, Grčka
- Banja Luka, Bosna i Hercegovina
- Patras, Grčka
- Bandung, Indonezija
- Sumgait, Azerbajdžan

## Galerija
- Normanska tvrđava
- Jedan od izložaka arheološke zbirke unutar normanske tvrđave
- Povijesni dio grada
- Palazzo del Governo
- Spomenik
- Palazzo delle Finanze
- Katedrala svetog Sabina
- Pojedinost iz unutrašnjosti katedrale
- Pojedinost unutar Bazilike svetog Nikole
- Nadvratnik jedne od brojnih crkvi
- Pojedinost iz jedne od crkvi
- Jedna od crkvi
- Jedan od izložaka u Muzeju svetog Nikole
- Popločane ulice povijesne jezgre

## Vanjske poveznice
|  | Zajednički poslužitelj ima još gradiva o temi Bari |